# Celso Ortiz
Celso Fabian Ortiz Gamarra (Asunción, 26 gennaio 1989) è un calciatore paraguaiano, centrocampista del Nacional.

## Carriera
Viene convocato per la Copa América Centenario del 2016.

## Palmarès

### Club

#### Competizioni nazionali
- Coppa dei Paesi Bassi: 1

AZ Alkmaar: 2012-2013
- Coppa del Messico: 1

Monterrey: Apertura 2017
- Campionato messicano: 1

Monterrey: Apertura 2019

#### Competizioni internazionali
- CONCACAF Champions League: 2

Monterrey: 2019, 2021